# Пермские губернские ведомости
Пе́рмские губе́рнские ве́домости — газета, издававшаяся в городе Пермь (Пермская губерния, Россия) с 1838 года сначала еженедельно, а с 1894 года — 3 раза в неделю. Газета содержала много исторических, этнографических, археологических статей о Пермском крае.
Должности редакторов занимали Соловский и П. Володин. Главные редакторы в разное время: А. И. Перфильев, Н. Н. Виноградский, М. В. Кукаретин.
Указатели статей Пермских губернских ведомостей о Пермской губернии приведены в приложении к «Пермскому сборнику», том II. Д. Д. Смышляев составил указатели за 1842—1881 годы (Пермь, 1882) и 1882—1884 годы (Пермь, 1885).
С 1912 года в газете публиковался известный пермский краевед В. С. Верхоланцев.
Издавалась по 1919 год. 